# Bandabertè 1974-2014 tour
Il Bandabertè 1974-2014 tour è un tour di Loredana Bertè del 2014.

## Date
- 18 gennaio - Teatro Verdi - Montecatini Terme
- 15 febbraio - Teatro Creberg - Bergamo
- 17 febbraio - Teatro Nazionale - Milano
- 3 marzo - Teatro Europauditorium - Bologna
- 18 marzo - Auditorium Parco della Musica - Roma
- 22 marzo - Teatro La Fenice - Senigallia
- 5 aprile - Nuovo Teatro Carisport - Cesena
- 17 aprile - Teatro Acacia - Napoli
- 19 aprile - Teatro Cilea - Reggio Calabria
- 16 maggio - Teatro Jacopo Da Ponte - Bassano del Grappa annullata
- 26 maggio - Carroponte Festival - Sesto San Giovanni

## Musicisti
- Alberto Linari - tastiere
- Andrea Morelli - chitarre
- Alessandro De Crescenzo - chitarre
- Pier Mingotti - basso
- Ivano Zanotti - batteria
- Aida Cooper - cori